# Paul Kuiken
Paul Kuiken (Haarlem, 1958 - 1 juni 2019) was een Nederlands zakenman en bestuursvoorzitter.

## Biografie
Kuiken werd geboren in een arbeidersgezin. Zijn middelbareschoolopleiding verliep via lts, mavo en mts. Vervolgens studeerde hij elektrotechniek aan de Technische Hogeschool in Amsterdam. Zijn eerste banen waren bij Sony en Canon. Daarna werd hij ondernemer en richtte hij verschillende bedrijven op. Kuiken overleed op 1 juni 2019.

## Landis
Paul Kuiken richtte in 1990 het bedrijf Landis op, dat actief was in de automatisering. Op het gebied van netwerkapparatuur werd het bedrijf groot en maakte het in 1998 zijn debuut op de effectenbeurs van Amsterdam. Al snel na introductie op de beurs groeide het bedrijf door naar de Midkap Index en werd het een van de beurslievelingen. Echter, nadat de dotcommarkt in elkaar was geklapt en als gevolg van een investeringsstop bij de mobiele-telecomoperators die te veel geld hadden moeten investeren in de aanschaf van UMTS-licenties, ging het snel bergafwaarts met Landis, met als gevolg dat in juni 2002 het bedrijf failliet ging. Door toedoen van de curatoren en na intensief onderzoek van de Belastingdienst kwamen er mogelijke onjuistheden aan het licht met betrekking tot de uitgifte van personeelsaandelenopties. Hiervoor werden het gehele bestuur en de raad van commissarissen, onder wie topman Paul Kuiken, in eerste aanleg in 2004 veroordeeld, maar in hoger beroep werden zij allen vrijgesproken. Op 6 juli 2010 wees de Hoge Raad het cassatieverzoek van het Openbaar Ministerie af, waardoor de leden van de raad van bestuur, onder wie Paul Kuiken, en de commissarissen van Landis definitief werden vrijgesproken.
Op 15 december 2011 werd door de Ondernemingskamer van het gerechtshof vastgesteld dat de raad van bestuur en raad van commissarissen, onder wie topman Paul Kuiken, verantwoordelijk waren voor het wanbeleid bij Landis. Paul Kuiken en zijn medebestuurders werden daarbij veroordeeld tot het betalen van de kosten van de procedure van ad. 45.000 euro.

## Fan Media
Na zijn periode bij Landis richtte Kuiken zich op een nieuw mediabedrijf, Fan Media, dat televisieprogramma's voor SBS en RTL produceerde. Nadat Fan Media in 2007 failliet was gegaan, werd Kuiken door de curator beschuldigd van faillissementsfraude. Justitie eiste in april 2010 veertien maanden celstraf wegens fraude. Op 16 juni 2010 deed de rechtbank uitspraak. Kuiken werd vrijgesproken voor zes van de zeven ten laste gelegde delicten en veroordeeld tot een taakstraf voor het ten onrechte laten doen van een betaling. Kuiken ging tegen de taakstraf in hoger beroep omdat hij de rechtbank verweet niet alle feiten juist te hebben afgewogen en over te weinig kennis van de tv-industrie te beschikken. In augustus 2010 werd Kuiken door de Hoge Raad volledig vrijgesproken.